# Szientometrie
Die Szientometrie (auch Scientometrie) ist die Lehre vom Messen (Metrik) der wissenschaftlichen Aktivitäten (Forschung und Lehre) im Wissenschaftsbetrieb. Sie trifft keine inhaltlichen Aussagen zur Qualität wissenschaftlicher Forschung und deren Produkte, sondern misst mithilfe mathematischer und statistischer Methoden Quantitäten, wie etwa die Anzahl von Universitätsabsolventen oder die Anzahl der wissenschaftlichen Publikationen eines Wissenschaftlers in einem Jahr.
Sie kann als Teildisziplin der Informetrie angesehen werden, die nicht nur wissenschaftliche Informationen, sondern Informationen allgemein vermisst. Als Teildisziplin der Szientometrie gelten beispielsweise die Bibliometrie, die ausschließlich wissenschaftliche Publikationen vermisst und die Patentometrie, die Publikationen zu Patenten vermisst. Häufig wird die Szientometrie nicht nur der Infometrie zugerechnet, sondern auch den Wissenschaftswissenschaften.
Eines der Ziele ist, die wissenschaftliche Arbeit einer ganzen Gruppe von Forschern (in einem Fachgebiet und/oder bestimmten Regionen und Zeiträumen) sowohl zu beschreiben als auch deren innere Struktur und Dynamik zu verstehen. Es soll unter anderem die Frage beantwortet werden, wie und warum sich ein bestimmter Wissenschaftsbereich entwickelt. Die Szientometrie wurde im Wesentlichen von Derek de Solla Price und Eugene Garfield begründet. Letzterer gründete das Institute for Scientific Information (Philadelphia, PA, USA), das seit den 1960ern die wichtigsten Datenbanken für szientometrische bzw. bibliometrische Analysen bereitstellte.
Der Begriff Szientometrie (russisch Naukometrija) stammt von Wassili Nalimow (1910–1997), der 1969 zusammen mit S.M. Multschenko ein gleichnamiges Buch veröffentlichte.

## Werkzeuge und Methoden
Methoden der Szientometrie sind unter anderem die Bibliometrie (Beobachtung der Publikationen und Zitierhäufigkeit), Informetrie (Verfolgen bestimmter Begriffe in ihrer Wanderung durch z. B. Zeitschriften und andere Medien) und die Webometrie (Untersuchung von Internet-Strukturen). Mittels Evaluationen wird versucht, Aussagen über die Informationsqualität zu treffen.
Im Science Citation Index werden, ähnlich zur Suchmaschine Google, die Quellen gezählt, die die untersuchte Veröffentlichung zitieren. Die Anzahl der Referenzen bestimmen das Wichtigkeitsmaß (Impact Factor) einer Publikation gegenüber anderen. Je öfter eine Publikation zitiert wird, desto höher ist der Impact Factor. Dabei ist der Artikel-Impact vom Zeitschriften-Impact zu unterscheiden: Der Zeitschriften-Impact in einem bestimmten Jahr wird berechnet aus den Zitationen im betreffenden Jahr von zitierbaren Teilen (Artikeln, Editorials, Letter, …) der Ausgaben der beiden vorangegangenen Jahre. Bei der Beurteilung eines Artikels und seiner Autoren ist die Anzahl seiner Zitationen höher zu bewerten als der Impact der Zeitschrift, in der er erschienen ist.

## Fragestellungen
Typische Fragen der Szientometrie sind in der Regel bezogen auf bestimmte Fachgebiete und/oder geographisch/politische Einheiten (Regionen/Staaten/Institutionen) und lauten:
- Wie gut ist die Qualität der Wissenschaft in der betreffenden Region?
- Wie kann man wissenschaftliche Arbeit überhaupt messen und vergleichen?
- Welche Faktoren beeinflussen die wissenschaftliche Quantität und Qualität?
- Wie ist die Kooperation in der wissenschaftlichen Gemeinschaft strukturiert und wie verändert sie sich?
- Welche ökonomischen Wirkungen haben die wissenschaftlichen Erkenntnisse? (Umsetzung in Produkte, Patente)
- Wie beeinflussen sich bestimmte Wissensgebiete gegenseitig? (Interdisziplinarität)
- Welche Formen von Forschungsförderung sind wünschenswert? (Forschungsgemeinschaften, Veröffentlichungspolitik, Patentierungsstrategien, Kommerzialisierungsstrategien)

## Ergebnisse
Viele Ergebnisse der Szientometrie sind in so genannten „Gesetzen“ formuliert, die allerdings nicht mit physikalischen Gesetzen zu verwechseln sind, sondern empirische Regelmäßigkeiten beschreiben; ob und wie weit diese Gesetze gelten, ist Gegenstand der wissenschaftlichen Fachdiskussion. Wichtige Ergebnisse der Szientometrie sind:
Exponentielle Zunahme des Wissens
Die Menge an publizierter Information wächst seit dem 17. Jahrhundert exponentiell mit einer Verdoppelungsrate von etwa 10 bis 20 Jahren, was einer Zunahme von mindestens 3,5 % pro Jahr entspricht. Diese Gesetzmäßigkeit wurde 1944 von Fremont Rider (1885–1962) für Bücher und 1963 durch Derek de Solla Price für die Wissenschaft im Allgemeinen festgestellt. Diese Entwicklung wird auch als „Informationsexplosion“ bezeichnet. Die Anzahl der Wissenschaftler nimmt nach de Solla Price ebenfalls zu und zwar schneller als die der Weltbevölkerung, so dass ein steigender Anteil von Personen wissenschaftlich tätig ist. Die Produktivität wissenschaftlicher Autoren bleibt allerdings in etwa gleich. Die Menge publizierter Informationen in Form der Anzahl der weltweit jemals erschienenen Buchtitel wird in der Größenordnung von 100 Millionen vermutet.
Lotkas Gesetz
Wie Alfred J. Lotka 1926 feststellte ist die Produktivität von Wissenschaftlern gemessen an der Anzahl ihrer Publikationen schief nach einem Potenzgesetz verteilt. Demnach ist Anzahl der Autoren, die n Publikationen aufweisen, in etwa konstant mit 1/na mit rund a=2.
Bradfords Gesetz
Die 1934 von Samuel C. Bradford festgestellte Gesetzmäßigkeit beschreibt die Verteilung von Literatur zu einem Thema über verschiedene Fachzeitschriften. Demnach finden sich die gleiche Anzahl von Aufsätzen in Gruppen von jeweils {\displaystyle n^{0}} (Kernzeitschrift), {\displaystyle n^{1}} (verwandten Zeitschriften), {\displaystyle n^{2}} (restliche Zeitschriften) etc. Das Potenzgesetz ist unter anderem relevant für die Recherche und Erwerbung.
Garfieldsches Gesetz
Eugene Garfield stellte fest, dass es zwischen Zitationen und Zeitschriften eine ähnliche Abhängigkeit gibt, wie beim Bradfordschen Gesetz für Artikel und Zeitschriften. In einer Verteilung von 1 : 4 : 16 sind die Zeitschriften in Kern-, Mitte- und Randzone aufgeteilt, auf jede Zone entfallen gleich viele Publikationen.
Ortega-Hypothese
Jonathan und Stephen Cole stellten 1972 die Hypothese auf, dass der wissenschaftliche Fortschritt auf der Arbeit einer kleinen Elite von Wissenschaftlern basiert. Die Benennung dieser Hypothese nach José Ortega y Gasset beruht nach Endre Száva-Kováts jedoch auf einer Missinterpretation des spanischen Philosophen und ist ebenso wie die Hypothese selbst umstritten.
Zunahme der Mehrautorenschaft
Wie 1963 von Derek de Solla Price in Little Science, Big Science bemerkt, nimmt die durchschnittliche Anzahl von Autoren pro wissenschaftlicher Publikation zu. Während früher Monographien üblich waren, gibt es inzwischen wissenschaftliche Aufsätze mit bis zu mehreren Hundert Autoren. Die Zunahme fällt je nach Fachgebiet etwas unterschiedlich aus.
Halbwertszeit von Literatur
Als Halbwertszeit wissenschaftlicher Publikationen gilt in der Szientometrie die Zeit, nach der die Hälfte nicht mehr nachgefragt wird. Demnach nimmt die Anzahl der Zitationen auf eine naturwissenschaftliche Publikation im Mittel exponentiell mit einer Halbwertszeit von fünf Jahren ab.
Impact Factor
Eine der einflussreichsten Entwicklungen der Szientometrie ist der von Eugene Garfield entwickelte Impact Factor, der den Einfluss einer Fachzeitschrift gemessen an der Anzahl von Zitationen beschreibt. Der Impact Factor ist ein inzwischen ebenso übliches wie umstrittenes Instrument zur Evaluation von Forschung.
Unmittelbarkeitsfaktor
Der Unmittelbarkeitsfaktor (Immediacy Index) gibt für eine Fachzeitschrift an, wie viele ihrer Artikel noch innerhalb desselben Jahres zitiert werden. Er ist damit ein Maß dafür, wie schnell sich die Informationen durchschnittlich verbreiten. Vermutlich ist der Unmittelbarkeitsfaktor mit Zunahme der Dokumentation durch Fachdatenbanken, neuer Medien und Preprints gestiegen.
Matthäus-Effekt
Robert K. Merton stellte 1968 die nach einer im Matthäusevangelium berichteten Aussage Jesu, „wer hat dem wird gegeben werden“ (Mt 25,29 ), benannte Hypothese auf, dass bekannte Autoren häufiger zitiert werden und dadurch noch bekannter werden („success breeds success“). Im Zitierverhalten ist der Matthäus-Effekt allerdings nicht direkt nachzuweisen, da unter anderem aufgrund der von Eugene Garfield beschriebenen Uncitedness Publikationen auch aufgrund ihrer Bekanntheit irgendwann nicht mehr zitiert werden.
Jungentdeckertum
Harvey C. Lehman fand 1953 heraus, dass hochrangige naturwissenschaftliche Entdeckungen eher jüngeren Forschern gelingen, insbesondere im Bereich von Mathematik und Theoretischer Physik.

## Forschung und Lehre
Szientometrie wird an einigen Hochschulen im Rahmen von Studiengängen der Bibliotheks- und Informationswissenschaft gelehrt. Auch gehören Grundlagen der Zitationsanalyse zusammen mit Anleitungen zum wissenschaftlichen Arbeiten teilweise zum Curriculum anderer Fächer.
Die Kernzeitschrift für szientometrische Forschung ist die 1978 in Ungarn gegründete Fachzeitschrift Scientometrics. Wichtigste Fachkonferenz ist die seit 1987 zweijährlich stattfindende International Conference of the International Society for Scientometrics and Informetrics, die von der International Society for Scientometrics and Informetrics (ISSI) organisiert wird. Auf der Konferenz wird auch der Derek John de Solla Price Award verliehen.
Im Jahr 2004 wurde erstmals auch die International Conference on Webometrics, Informetrics and Scientometrics (WIS) von dem globalen interdisziplinären Forschungsnetzwerk COLLNET Collaboration in Science and in Technology organisiert. Diese Konferenzen finden seit 2000 jährlich statt. COLLNET gibt seit 2007 die Zeitschrift COLLNET Journal of Scientometrics and Information Management heraus; die Zeitschrift erscheint zweimal pro Jahr bei TARU Publications; Shabahat Husain und Hildrun Kretschmer sind die Editoren. Ebenfalls seit 2007 erscheint bei Elsevier die Zeitschrift Journal of Informetrics; deren Herausgeber ist der belgische Informetriker Leo Egghe.

### Monographien
- Derek de Solla Price: Little Science, Big Science. Von der Studierstube zur Großforschung (= Suhrkamp-Taschenbuch Wissenschaft. 48). Suhrkamp, Frankfurt am Main 1974, ISBN 3-518-07648-5 (Englisch erstmals 1963 publiziert).
- Василий В. Налимов, Зинаида М. Мульченко: Наукометрия. Изучение развития науки как информационного процесса. Наука, Москва 1969.
- Eugene Garfield: Citation Indexing. Its Theory and Application in Science, Technology, and Humanities. Wiley, New York NY u. a. 1979, ISBN 0-471-02559-3.
- Сергей Д. Хайтун: Наукометрия. Состояние и перспективы. Наука, Москва 1983.
- Сергей Д. Хайтун: Проблемы количественного анализа науки. Наука, Москва 1989, ISBN 5-02-013368-X.
- Peter Weingart, Matthias Winterhager: Die Vermessung der Forschung. Theorie und Praxis der Wissenschaftsindikatoren. Campus, Frankfurt am Main u. a. 1984, ISBN 3-593-33359-7.
- Leo Egghe, Ronald Rousseau: Introduction to Informetrics. Quantitative Methods in Library, Documentation and Information Science. Elsevier, Amsterdam u. a. 1990, ISBN 0-444-88493-9.
- Loet Leydesdorff: The Challenge of Scientometrics. The Development, Measurement, and Self-Organization of Scientific Communications (= Wetenschapsstudies. 10). DSWO Press, Leiden 1995, ISBN 90-6695-112-5.
- Péter Vinkler: The Evaluation of Research by Scientometric Indicators. Chandos Publishing, Oxford u. a. 2010, ISBN 978-1-84334-572-5.
- Gerhard Fröhlich: Von der Macht des Messens. In: heureka!, 1/99
- Martin Spiewak: Der Zitatenjäger. In: Die Zeit, Nr. 29/2003

### Einzeldarstellungen
- S. D. Haitun: Stationary Scientometric Distributions 1.–3. In: Scientometrics. Bd. 4, Nr. 1, 1982, ISSN 0138-9130, S. 5–25, doi:10.1007/BF02098003; Nr. 2, S. 89–104, doi:10.1007/BF02018448; Nr. 3, S. 181–194, doi:10.1007/BF02021059.
- Otto Nacke: Informetrie: Ein neuer Name für eine neue Disziplin. In: Nachrichten für Dokumentation. Bd. 30, Nr. 6, 1979, ISSN 0027-7436, S. 219–226.
- András Schubert, Wolfgang Glänzel, Tibor Braun: Scientometric Datafiles. A Comprehensive Set of Indicators on 2649 Journals and 96 Countries in all Major Science Fields and Subfields 1981–1985. In: Scientometrics. Bd. 16, No. 1/6, 1989, S. 3–478, doi:10.1007/BF02093234.
- Study on the economic and technical evolution of the scientific publication markets in Europe. (PDF, 828 kB) European Commission, Final Report – January 2006.
- Walther Umstätter: Szientometrische Verfahren. In: Rainer Kuhlen, Thomas Seeger, Dietmar Strauch (Hrsg.): Grundlagen der praktischen Information und Dokumentation. Band 1: Handbuch zur Einführung in die Informationswissenschaft und -praxis. 5., völlig neu gefasste Ausgabe. Saur, München 2004, ISBN 3-598-11675-6, S. 237–243, hu-berlin.de (PDF).